# Egbert Prior
Egbert Prior (* 20. September  1963 in Münster in Westfalen) ist ein Börsenjournalist, der einen Wirtschaftsdienst in deutscher Sprache betreibt und bis zum 2. November 2009 Vorstand der mittlerweile umbenannten Beteiligungsgesellschaft PriorCapital AG war.
Egbert Prior wurde in den Jahren 1996 bis 2001 einem breiten Publikum bekannt, als er in Fernsehauftritten Aktien des Neuen Marktes propagierte. Eine besondere Aufmerksamkeit erregte seine Empfehlung der Mobilcom-Aktie. In diesem Zusammenhang geriet er in den Verdacht des Insiderhandels und der Kursmanipulation. Die Staatsanwälte fanden heraus, dass er sich mit Aktien von SCM Microsystems und Mobilcom eingedeckt hatte, bevor er die beiden Werte in der 3satbörse massiv zum Kauf empfahl. Man konnte ihm jedoch nicht nachweisen, dass er schon zu dem Zeitpunkt, als er sich die Aktien ins Depot legte, geplant hatte, die beiden Firmen im Fernsehen zu empfehlen; darum wurde das Ermittlungsverfahren eingestellt. Ähnlich endete der Versuch, Prior wegen Kursbetrugs bzgl. Aktien der Softwarefirma Lobster Technology AG sowie der Berliner Freiverkehr AG anzuklagen.